# Gonzalo Caneiro
Gonzalo Caneiro Ayarza (Montevideo, 1º dicembre 1971) è un ex cestista uruguaiano.
È il figlio di Atilio Caneiro.

## Carriera
Con l'Uruguay ha disputato i Campionati americani del 1995.